# Бретёр
Бретёр, устар. «брете́р» (галлиц. от bretteur ← brette «шпага») — заядлый, «профессиональный» дуэлянт, готовый драться на дуэли по любому, даже самому ничтожному поводу; часто дуэль намеренно провоцировалась бретёром (в этом случае он, по дуэльному кодексу, выбирал оружие).
В более широком значении — задира, забияка, скандалист. Производное существительное бретёрство используется для обозначения вызывающего поведения забияки и задиры, а также проявления лихости, граничащей с безумием.
Помимо разговорной речи, термин получил определённое распространение в русской литературе XIX века.

## История бретёрства
Бретёрство зародилось во Франции, предположительно, в XVII веке, в эпоху господства дуэлей на холодном оружии. Изначально бретёрство преследовало скорее материальные интересы — в порядке вещей было завладеть после дуэли оружием или, к примеру, сапогами жертвы.
Впоследствии, с формированием жёстких дуэльных кодексов и переходом на огнестрельное оружие, бретёрство утратило материальную составляющую, превратившись в открытую демонстрацию лихости, отваги и воинского искусства бретёра.
Тактика поведения бретёра в большинстве случаев сводилась к провокации противника любыми способами на поединок и гарантированной победе в дуэли. При этом бретёры нередко проявляли немалое мастерство и изобретательность. В особенности это касалось непосредственно дуэли, в процессе которой бретёры зачастую демонстрировали неординарную отвагу и выдержку.
В России, где не было единого дуэльного кодекса, бретёры считались носителями дуэльных правил и норм поведения и, как следствие, часто выступали секундантами на дуэлях. При этом бретёры часто экспериментировали с дуэльными правилами, чем, отчасти, объясняются расхождения русских дуэльных традиций с европейскими (по мнению некоторых историков, бретёры «культивировали» особенно кровавую и жестокую дуэль).
Бретёрами слыли такие известные личности, как А. И. Якубович, К. Ф. Рылеев, А. А. Бестужев, граф Ф. И. Толстой («Американец»), князь Ф. Гагарин.

## В культуре
￼Повесть И.С. Тургенева "Бретëр" (1846). 
Ю. М. Лотман в статье «Дуэль» приводит в качестве классического случая поведения бретёра дуэль Завадовского и Шереметева (1817): 
Когда они с крайних пределов барьера стали сходиться на ближайшие, Завадовский, который был отличный стрелок, шёл тихо и совершенно спокойно. Хладнокровие ли Завадовского взбесило Шереметева или просто чувство злобы пересилило в нём рассудок, но только он, что называется, не выдержал и выстрелил в Завадовского, ещё не дошедши до барьера. Пуля пролетела около Завадовского близко, потому что оторвала часть воротника у сюртука, у самой шеи. Тогда уже, и это очень понятно, разозлился Завадовский. «Ah!» — сказал он, — «il en voulait à ma vie! A la barrière» (с фр. — «Ого! Хотят моей жизни! К барьеру!»).
Делать было нечего. Шереметев подошёл. Завадовский выстрелил. Удар был смертельный, — он ранил Шереметева в живот!
Тема бретёрства отражена в российском фильме «Дуэлянт» 2016 года.Упоминаются в книге Небесный эфир Павла Корнева